# 小峰みこ
小峰 みこ（こみね みこ、1991年12月1日 - ）は、日本の元AV女優。シエロ（旧 ディクレア）に所属していた。

## 人物
- 東京都出身。身長164cm。スリーサイズ、B：85（E）、W：58、H：88。
- 好きなもの：いちご、梅干し、チーズ、海老フライ、ロクシタン、ピンク、お洋服。
- 同じ事務所の希咲あやと仲が良く一緒にツイキャスしたりする。
- 「上から読んでも下から読んでも小峰みこ（こみねみこ）♪」を自己紹介時のキャッチフレーズにしている。

## 略歴
2011年、桐山凛果としてデビュー。
2013年、所属をロータスグループからディクレア（現 シエロ）に移籍して小峰みこに改名。
2018年、引退。

## 出演作品

### 桐山凛果名義
2011年
- ダマし撮りじぇねれーしょん 15 （3月08日、プレステージ）
- 職女file21 言われた事は断れない幼顔の新米営業ウーマン（4月20日、プレステージ）

2012年
- マッサージギャルがお金欲しさにHさせてくれました（8月25日、隼エージェンシー）
- 黒パンストの女たち厳選10人 No3（12月11日、GALLOP）

2013年
- パンストフェティッシュ倶楽部 卑猥に蠢く蒸れたパンストつま先（3月22日、オフィスケイズ）
- わざとらしく尻を突き出し、勃起しちゃったチ○ポをアソコに擦り付けてくる密着エステのエッチなお姉さん（3月22日、オフィスケイズ）
- ノーパン、ノーブラで出張マッサージを依頼するスケベな奥様（6月15日、SCANDAL）
- 上司と新人OLが教育目的の密室AV鑑賞（6月15日、スターパラダイス）
- 無言逆痴漢 デスクの下で声の出せない濃厚フェラチオ（6月20日、スターパラダイス）
- ネット専用アルバイト動画流出人妻たちの自画撮りオナニー11連発（7月15日、スターパラダイス）
- 月刊パンティストッキングマニア No18（8月9日、オフィスケイズ）
- エッチな熟女さんに僕のセンズリ見て欲しい2（8月23日、葡萄館）
- エビ反りするほど失禁アクメしちゃう媚薬オイルエステ（8月23日、オフィスケイズ）
- 素人娘 強制お漏らし面接（8月23日、虎堂）
- 美脚OLミニスカ倶楽部No2（8月27日、オルスタックソフト/快楽フェチ実行委員会）
- 女囚レズ刑務所 潮吹き乱交SPECIAL（9月1日、ヴィ）
- お掃除フェラ15連発（11月22日、GALLOP）

2014年
- ビッチなママ友たちの遊び癖（1月20日、ネクストイレブン）
- 援交女子高生 悶絶生中出し4時間（4月11日、TMA）

2015年
- 新人OLと密着AV鑑賞12人 初仕事はフェラチオ新人教育プログラムでセクハラ研修（1月20日、スターパラダイス）
- 例えば、エッチな人妻があ なたを誘惑してきたとする...。（1月20日、 SCANDAL）
- 借金女の末路 ｢お前ら身体 で稼ぐしかねえんだから｣ （3月25日、スターパラダイス）
- 下着の正しい着け方（7月3日、endofscene）
- おませなJKのブルマでオクチえっち35連発4時間（11月15日、エロナンデス）

2017年
- 下着試着室 下着と女体鑑賞3（3月25日、F-FACTORY）